# Robert Kaplan (Autor)
Robert Kaplan (* 30. Mai 1933) ist ein populärwissenschaftlicher US-amerikanischer Autor und Mathematikdidaktiker.
Bekannt ist er vor allem in den USA durch den zusammen mit seiner Frau Ellen 1994 gegründeten „Mathematikzirkel“, ein extracurriculäres Programm für mathematische Didaktik und den „Genuss reiner Mathematik“, sowie durch den in mehrere Sprachen übersetzten populärwissenschaftlichen Bestseller Die Geschichte der Null. Neben Mathematik lehrte er außerdem Philosophie, Griechisch, Deutsch und Sanskrit. Er lebt in Cambridge (Massachusetts).

## Werke
- Robert Kaplan: Die Geschichte der Null. Campus Verlag, Frankfurt/M. 2000, ISBN 3-593-36427-1. Taschenbuchausgabe: Piper Verlag, 2003, ISBN 3-492-23918-8 (englisches Original 1991).
- Robert Kaplan und Ellen Kaplan: Das Unendliche denken. Eine Verführung zur Mathematik. Econ, München 2003, ISBN 3-430-15202-X (englisches Original unter dem Titel The Art of the Infinite. The Pleasures of Mathematics. Oxford University Press 2003, ISBN 978-0195147438)
- Robert Kaplan und Ellen Kaplan: Out of the Labyrinth. Setting Mathematics Free. Oxford University Press 2007, ISBN 978-0195147445